# Adács
Adács là một thị trấn thuộc hạt Heves, Hungary. Thị trấn này có diện tích 37,94 km², dân số năm 2010 là 2785 người, mật độ 73 người/km².